# Islas Montebello
Las islas Montebello o Monte Bello (del inglés: Montebello Islands) son un archipiélago de unas 174 pequeñas islas e islotes (de los cuales solo 92 tienen nombre) situados a unos 130 km de la costa noroccidental de Pilbara, al noreste de la isla de Barrow, en Australia. Las islas forman un parque administrado por el departamento de medioambiente y conservación de Australia Occidental, y probablemente sus aguas circundantes se convertirán en reserva marina.

## Descripción
Entre todas las islas del archipiélago ocupan un área de unos 22 km². Las islas más grandes, Hermite (o Hermit) y Trimouille, tienen superficies de 1.022 ha y 522 ha respectivamente. Están formadas por roca caliza y arena. Las zonas rocosas están cubiertas principalmente por herbazales de Triodia con matorrales diseminados, mientras que las áreas arenosas sustentan hierbas, juncos y arbustos, principalmente del género Acacia. Crecen franjas de  manglares en las bahías protegidas y en los canales del archipiélago, especialmente en la isla Hermite. Su clima es cálido y árido, con una media anual de precipitaciones de unos 320 mm.

### Fauna

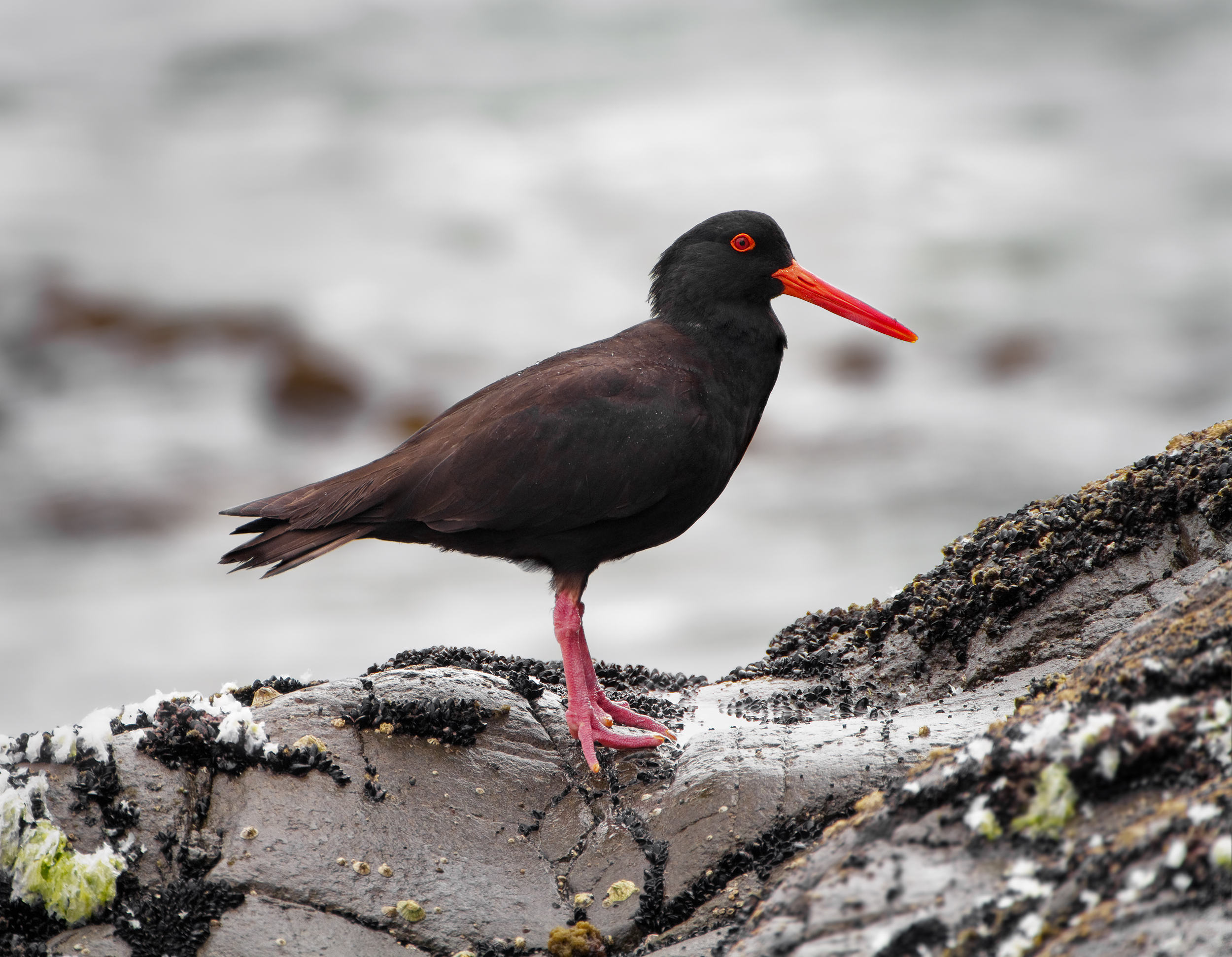
Las islas son un importante emplazamiento para el ostrero oscuro.

Las islas son consideradas por BirdLife International como un área importante para las aves (IBA) porque sustenta al 1% de la población mundial de charrancito australiano, charrán rosado y ostrero oscuro. El charrán piquigualdo cría allí regularmente, a veces en gran número. Otras aves que crían en las islas son el águila pescadora, el pigargo oriental, el ostrero pío australiano, la pagaza piquirrojas y el charrán embridado. Las islas sustentan a unas 12-15 parejas reproductoras de alcaraván picogrueso australiano. También se ha registrado allí al anteojito australiano.
Las islas están libres de ratas y gatos asilvestrados invasores gracias a programas de erradicación. Otros programas de conservación han consistido en el trasladado a las islas de algunos mamíferos continentales amenazados como el ualabí liebre rojizo y el ratón de Field.

## Historia
Las dos islas principales fueron descubiertas por el explorador francés Nicolas Baudin en 1801. La isla Hermite fue nombrada en honor del almirante francés Jean Marthe Adrien L'Hermite. La isla Trimouille lleva el nombre de una familia noble francesa. Hay problemas con los nombres de las islas en los registros de los primeros exploradores, y se ha sugerido que los franceses y luego los británicos confundían las islas Lowendal y Hermite.
Una de las primeras referencias sobre las islas se produjo en 1622 cuando el navío Tryall naufragó al noroeste de ellas. Después durante años la posición aproximada del lugar se llamó en las cartas de navegación las rocas del Tryal. Las islas fueron importantes económicamente por la recolección de perlas desde el siglo XIX hasta el inicio de la Segunda Guerra Mundial.

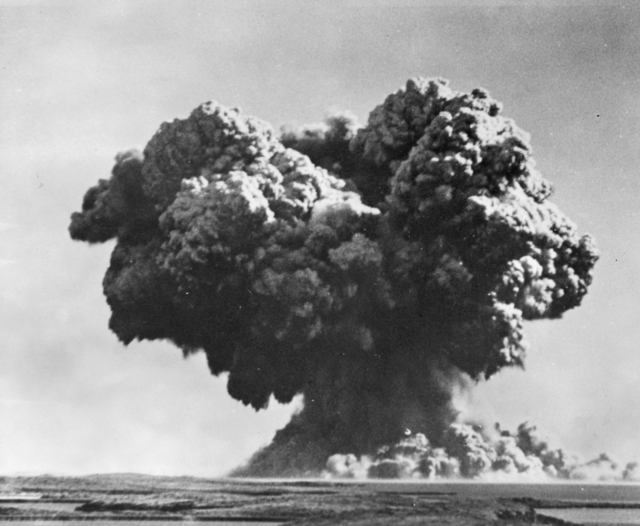
Hongo nuclear de la explosión de la operación Huracán.

### Operación Huracán
Una bahía de la isla Trimouille fue usada como emplazamiento para la operación Hurricán, la primera prueba de armas nucleares del Reino Unido, el 3 de octubre de 1952. Hubo dos pruebas nucleares más en las islas Alpha y Trimouille en 1956. En la segunda de ellas, cuyo nombre en código fue G2, se probó el mayor dispositivo jamás detonado en Australia, con una fuerza de 98 kt. Varias ciudades de Queensland como Mount Isa, Julia Creek, Longreach y Rockhampton resultaron contaminadas como consecuencia de esta prueba.

## Islas
Las islas más grandes son:
- Hermite
- Trimouille
- Isla Noroeste
- Primrose
- Bluebell
- Alpha
- Crocus
- Campbell
- Delta
- Renewal
- Ah Chong

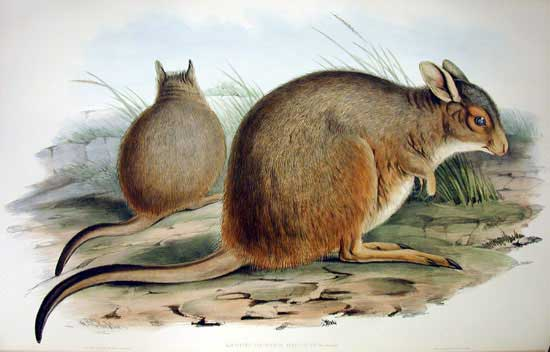
El ualiabí liebre rojizo ha sido introducido las islas por el departamento de conservación australiano.

Además hay 10 grupos de islotes que en su mayoría están nombrados como grupo y no individualmente:
- Islas Corkwood
- Islas Fig
- Islas Hakea
- Islas Jarrah
- Islas Jasmine
- Islas Karri
- Islas Marri
- Islas Minnieritchie
- Islas Mulga
- Islas Quandong